# Cleora carcassoni
Cleora carcassoni är en fjärilsart som beskrevs av Fletcher 1967. Cleora carcassoni ingår i släktet Cleora och familjen mätare. Inga underarter finns listade i Catalogue of Life.